# Фестиваль Fantasporto 1986 года
Шестой фестиваль фантастических фильмов «Fantasporto» (порт. VI Festival Internacional de Cinema Fantástico - Mostra de Cinema Fantástico) проходил с 7 по 16 февраля 1986 года в городе Порту (Португалия).

## Лауреаты конкурса полнометражных лент
Лучший фильм — «Вечный огонь» (Fuego eterno), Испания, 1985, режиссёр Хосе Анхел Реболледо
Лучший режиссёр — Ларс фон Триер за фильм «Элемент преступления» (Forbrydelsens element), Дания, 1984
Лучший актёр — Иэн Холм за роль в фильме «Сказочный ребёнок» (Dreamchild), 1985, Великобритания, режиссёр Гавэн Миллер
Лучшая актриса — Домициана Джордано за роль в фильме «Зина» (Zina), Великобритания, 1985, режиссёр Кен Макмуллен
Лучший сценарий — Кен Макмуллен и Терри Джеймс за сценарий к фильму «Зина» (Zina), Великобритания, 1985, режиссёр Кен Макмуллен
Лучший оператор — Хавьер Агирресаробе за съемки фильма «Вечный огонь» (Fuego eterno), Испания, 1985, режиссёр Хосе Анхель Ребольедо
Специальный приз жюри:
- «Карнавал» (Karnabal), Испания, 1985, режиссёр Карлос Мира Франко
- «Матадор» (Matador), Испания, 1986, режиссёр Педро Альмодовар

Приз критики — «Сказочный ребёнок» (Dreamchild), 1985, Великобритания, режиссёр Гавэн Миллер
Специальное упоминание критиков:
- «Зина» (Zina), Великобритания, 1985, режиссёр Кен Макмуллен
- «Ночь страха» (Fright Night), США, 1985, режиссёр Том Холланд

Приз зрителей — «Просто кровь» (Blood Simple), США, 1985, режиссёр Джоэл Коэн
Специальное упоминание зрителей — «Зина» (Zina), Великобритания, 1985, режиссёр Кен Макмуллен